# Ivorra
Ivorra – gmina w Hiszpanii, w prowincji Lleida, w Katalonii, o powierzchni 15,29 km². W 2011 roku gmina liczyła 118 mieszkańców.